# 田口正治
田口正治（日语：／ Taguchi Masaharu，1916年1月9日—1982年6月29日），日本游泳選手。他於1936年夏季奧林匹克運動會中奪得4×200米自由泳接力金牌。

## 生平
1916年1月9日、田口正治出生於京都府。田口正治就讀立教大学時參加1936年夏季奧林匹克運動會，他與游佐正憲、杉浦重雄、新井茂雄以2分14秒8獲得4×200米自由泳接力金牌。他也因此獲得1936年度朝日體育獎。
立教大学畢業後，田口正治加入大丸（百貨店）、擔任大丸游泳部教練，指導古川勝、後藤忠治。
1964年夏季奧林匹克運動會，田口正治擔任游泳代表隊總教練。
1982年6月29日，田口正治去世。

## 外部連結
- 日本－水泳ニッポンの意地みせる
- 立教大学水泳部歴史 （页面存档备份，存于）